# 加藤康男
加藤 康男（かとう やすお、1964年 - ）は、日本の理工学者。学位は博士（工学）。専門は人体通信技術。青山学院大学大学院 理工学研究科 理工学専攻 知能情報コース 博士後期課程修了。
『コスメティクス』と『電脳科学（AI、IoT、環境、心理、量子工学、脳科学）』を融合した新概念である （コスメトロニクス）の提唱者。

## 略歴
- 1964年 - 北海道生まれ[3]
- 1987 - 1993年 日本電気（NEC）グループのLSI開発部門 → 凸版印刷精密電子事業本部IC設計部門
- 1994 - 2002年 NTTグループの研究開発部門（NTT厚木研究開発センター勤務）
- 1994 - 1998年 （NTT Advanced technology）
- 1998 - 2002年 （NTT Electronics ： 2000年より人体通信技術の研究開発に従事）
- 2003年 - 株式会社 カイザーテクノロジー設立（東証一部上場 アルプス電気9%出資）代表取締役
- 2004 - 2006年 東京医科歯科大学 大学院 医歯学総合研究科（博士前期）
- 2011年 - 2014 青山学院大学 大学院 理工学研究科（博士後期）
- 2015年 - 青山学院大学 理工学部 情報テクノロジー学科 客員教員
- 2016年 - 資生堂 研究開発本部 基盤研究センター（コスメトロニクスを提唱し新分野を開拓）
- 2017年 - 資生堂 研究開発本部 インキュベーションセンター[4]
- 2018年 - 資生堂 本社イノベーションデザインLab. AI 戦略担当 主幹研究員（研究所上位1%の役職）
- 2019年 - 資生堂 主幹研究員を退任し同社を退職
- 2019年 - 青山学院大学 理工学部 情報テクノロジー学科 客員研究員

## 学術界での役職
- （現）IEEE Electronics Packaging Society Japan Chapter 常任委員
- （現）IEEE CPMT Symposium Japan 常任委員 ※CPMT： Components, Packaging and Manufacturing Technology
- （現）エレクトロニクス実装学会 システムインテグレーション実装技術委員会 常任委員
- （現）慶應義塾大学 環境情報学部 武藤佳恭 研究室 研究員
- （元）エレクトロニクス実装学会 ミッションフェロー 初代代表幹事（2014-2015年）
- （元）電子情報通信学会 論文査読委員（2011年度）
- （元）慶應義塾大学SFC研究所 上席所員（2007-2014年）

## 技術・研究領域
- 技術基盤 - 半導体集積回路、アナログ・デジタル電子回路、超高速信号計測、光エレクトロニクス、ソフトウェア（C、Python、etc）
- 研究領域 - Brain Morphic Technology、人体通信、電脳科学（AI、IoT、環境、心理、量子工学、脳科学）、Health, Beauty Technology

## 受賞歴等
- 2012年9月 IEEE CPMT 協賛 第22回 マイクロエレクトロニクスシンポジウム（MES 2012）ベストペーパー賞受賞
- 2013年11月 国際連合・国際電気通信連合（ITU）の依頼により、タイ（バンコク）で人体通信技術の展示出展を実施 → 出典：